# Ramuscello
Ramuscello is een plaats in de Italiaanse gemeente Sesto al Reghena.